# Zelotes hentzi
Zelotes hentzi este o specie de păianjeni din genul Zelotes, familia Gnaphosidae, descrisă de Barrows, 1945. Conform Catalogue of Life specia Zelotes hentzi nu are subspecii cunoscute.